# Probosca afroarabica
Probosca afroarabica es una especie de coleóptero de la familia Oedemeridae.

## Distribución geográfica
Habita en Sudán.